# 玖珠郵便局
玖珠郵便局（くすゆうびんきょく）は大分県玖珠郡玖珠町帆足にある郵便局。民営化前の分類では集配普通郵便局であった。

## 概要
民営化直前の集配業務再編において、多くの集配普通郵便局は統括センターとなったが、当局は配達センターとされたため、民営化後も郵便事業株式会社の支店は併設されず、集配センターが併設された。

## 沿革
- 1937年（昭和12年）4月1日 - 森帆足郵便局として開設。
- 1957年（昭和32年）4月1日 - 玖珠郵便局に改称[1]。
- 2007年（平成19年）10月1日 - 民営化に伴い、郵便事業大分支店玖珠集配センターに一部業務を移管。
- 2012年（平成24年）10月1日 - 日本郵便株式会社発足に伴い、郵便事業大分支店玖珠集配センターを玖珠郵便局に統合。
- 2015年（平成27年）9月7日 - 豊後八幡郵便局から集配業務を移管。

## 取扱内容
- 郵便、印紙、ゆうパック、内容証明
- 貯金、為替、振替、振込、国際送金、国債、投資信託
- 生命保険、バイク自賠責保険、自動車保険、がん保険、引受条件緩和型医療保険
- ゆうちょ銀行ATM
- 玖珠町内の一部地域（「879-44xx」「879-45xx」区域）の集配業務

## 周辺
- 玖珠町役場
- 大分県立玖珠美山高等学校
- 国道387号
- 豊後森機関庫
- 玖珠川

## アクセス
- JR久大本線 豊後森駅から南東へ約300m（徒歩約3分）
- 玖珠町まちなか巡回バス「リラッくすバス」 玖珠郵便局前停留所下車
- 大分自動車道 玖珠インターチェンジから南へ約1.3km
- 駐車場あり：14台